# Viliam Koprda
Viliam Koprda (1911–2005) byl slovenský kuchař, který působil na pozici šéfkuchaře v bratislavském hotelu Carlton. Své umění představoval v československé expozici na Světové výstavě 1958 (EXPO) v Bruselu. V roce 1967, když se v Montréalu konala Světová výstava, vedl v expozici z pozice šéfkuchaře slovenskou restauraci „Koliba“ vybudovanou v zábavním parku na ostrově La Ronde. Hrála zde živá hudba, připravovaly se tu pokrmy na otevřeném ohni, mezi nimiž vynikala živáňská pečeně složená ze tří druhů masa připravovaná na jehle nad ohněm.